# Sebastião Couto
Tunga, właśc. Sebastião Couto (ur. 17 grudnia 1908 w Bananal, zm. ?) – piłkarz brazylijski grający na pozycji defensywnego pomocnika.

## Kariera klubowa
Tunga całą karierę piłkarską spędził w klubie Palestra Itália, w którym grał w latach 1932–1941. Z klubem z São Paulo pięciokrotnie wywalczył mistrzostwo Stanu São Paulo – Campeonato Paulista w 1932, 1933, 1934, 1936 i 1940.

## Kariera reprezentacyjna
27 grudnia 1936 roku Tunga zadebiutował w reprezentacji Brazylii w meczu z reprezentacją Peru podczas Copa América 1937. 30 stycznia z reprezentacją Argentyny wystąpił piąty i zarazem ostatni raz w barwach canarinhos. Brazylia na Copa América 1937 zajęła trzecie miejsce.